# طاقة الفراغ

طاقة الفراغ (بالإنجليزية: Vacuum energy)‏ هي طاقة الخلفية الموجودة في الفضاء حتى مع خلوه من المادة (تسمى الفضاء الخالي). تم اشتقاق مصطلح طاقة الفراغ من الجسيمات الافتراضية والتي أشتقت بدورها من مبدأ الريبة. يمكن الاستدلال على تأثيراتها من ظواهر مختلفة مثل تأثير كازيمير ، الاشعاع التلقائي وإزاحة لامب كما يعتقد أن لها دور في سلوك المقاييس الكونية.
تتنبأ النظرية النسبية بتكافؤ كل من الكتلة والطاقة وعليه إذا صحت طاقة الفراغ فيجب أن تبذل قوة جاذبية.